# 広小路通 (京都市)
広小路通（ひろこうじどおり）は、京都府京都市の東西の通りの一つ。

## 概要
東は河原町通から西は寺町通までで、距離は約100m程度と短い。全区間が上京区内に含まれる。
立命館大学が現校地の北区衣笠キャンパスに移転する1981年まで本部を構えていた（立命館大学広小路学舎）。そのため、百万遍が京都大学を指すように、広小路は立命館大学を意味して使われていたこともある。
跡地は京都府立医科大学の図書館や京都府立文化芸術会館などになっている。

## 主な沿道の施設
- 京都府立医科大学・同附属病院
- 京都府立文化芸術会館
- 京都府立医科大学医療短期大学
- 廬山寺
- 御土居 盧山寺境内
- 梨木神社
- 京都御苑清和院御門

## ギャラリー

広小路通
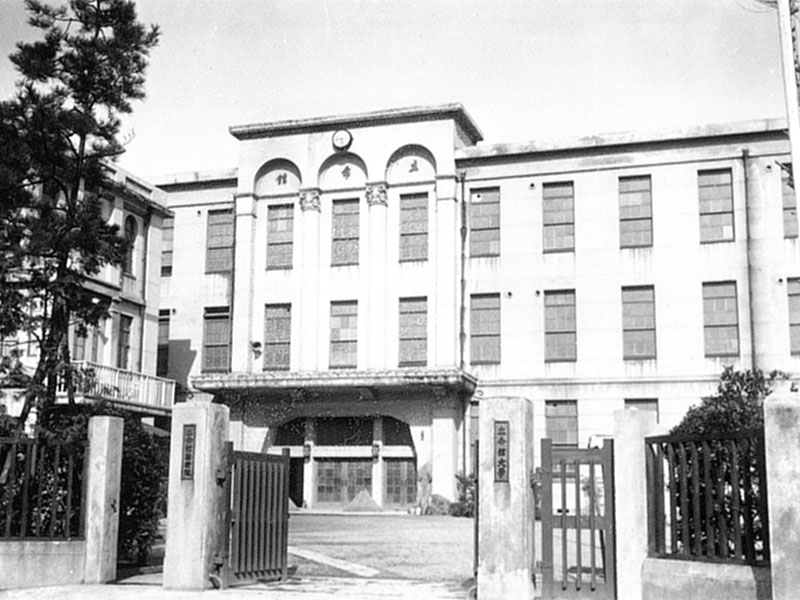
1920年代の広小路通 立命館大学を広小路通から望む。正門奥に建つのは法学部学舎の存心館（初代）。画面左に見えるのが養性館（のちの興学館）。
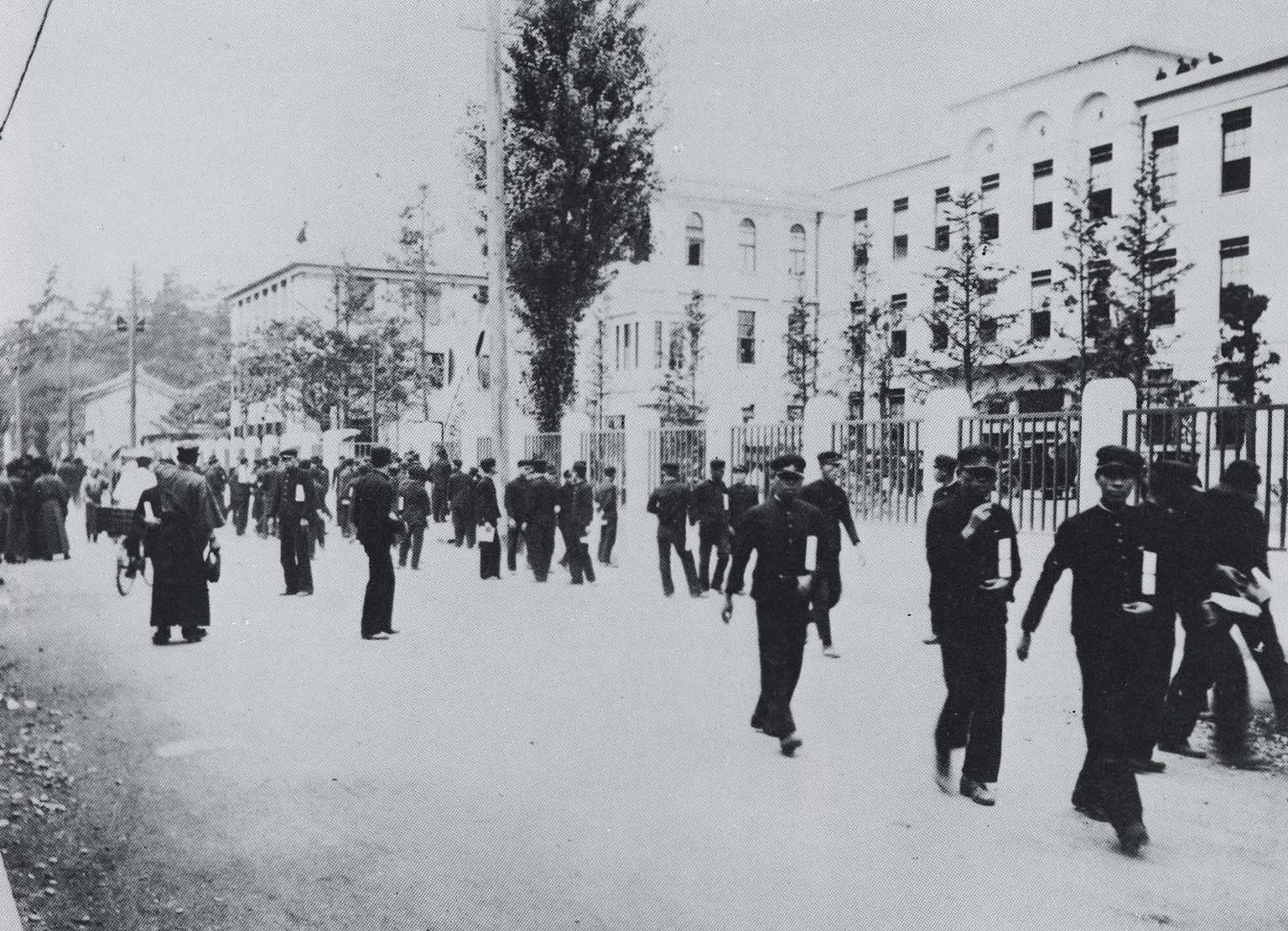
1930年頃の広小路通の様子 学生服、袴服姿の学生が未舗装の広小路通を歩く様子がよくわかる。自転車も見える。奥の緑は京都御苑「清和院御門」付近。
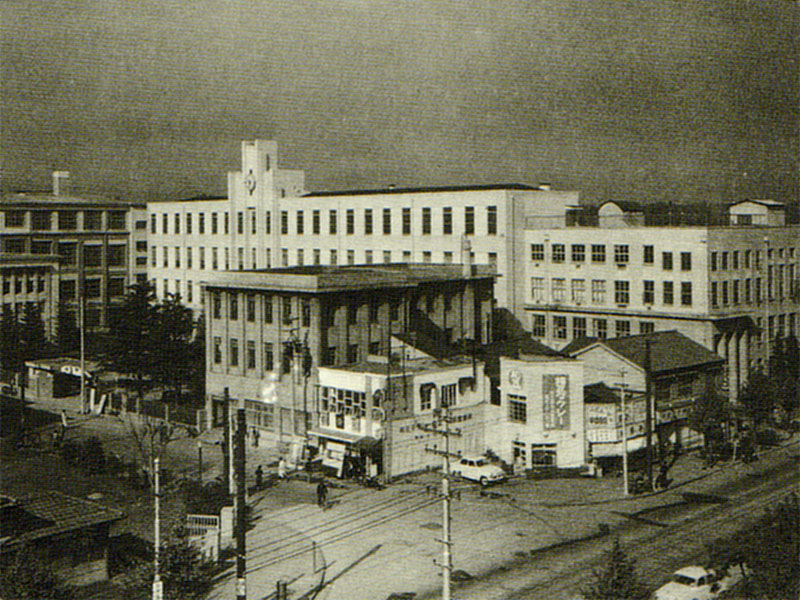
1956年の立命館広小路学舎 1956年（昭和31年）の広小路学舎を河原町通から望む。学舎前の広小路通を人が歩く様子もうかがえる。時計台のある建物は二代目の存心館。画面中央に見えるのは中川会館（初代）。
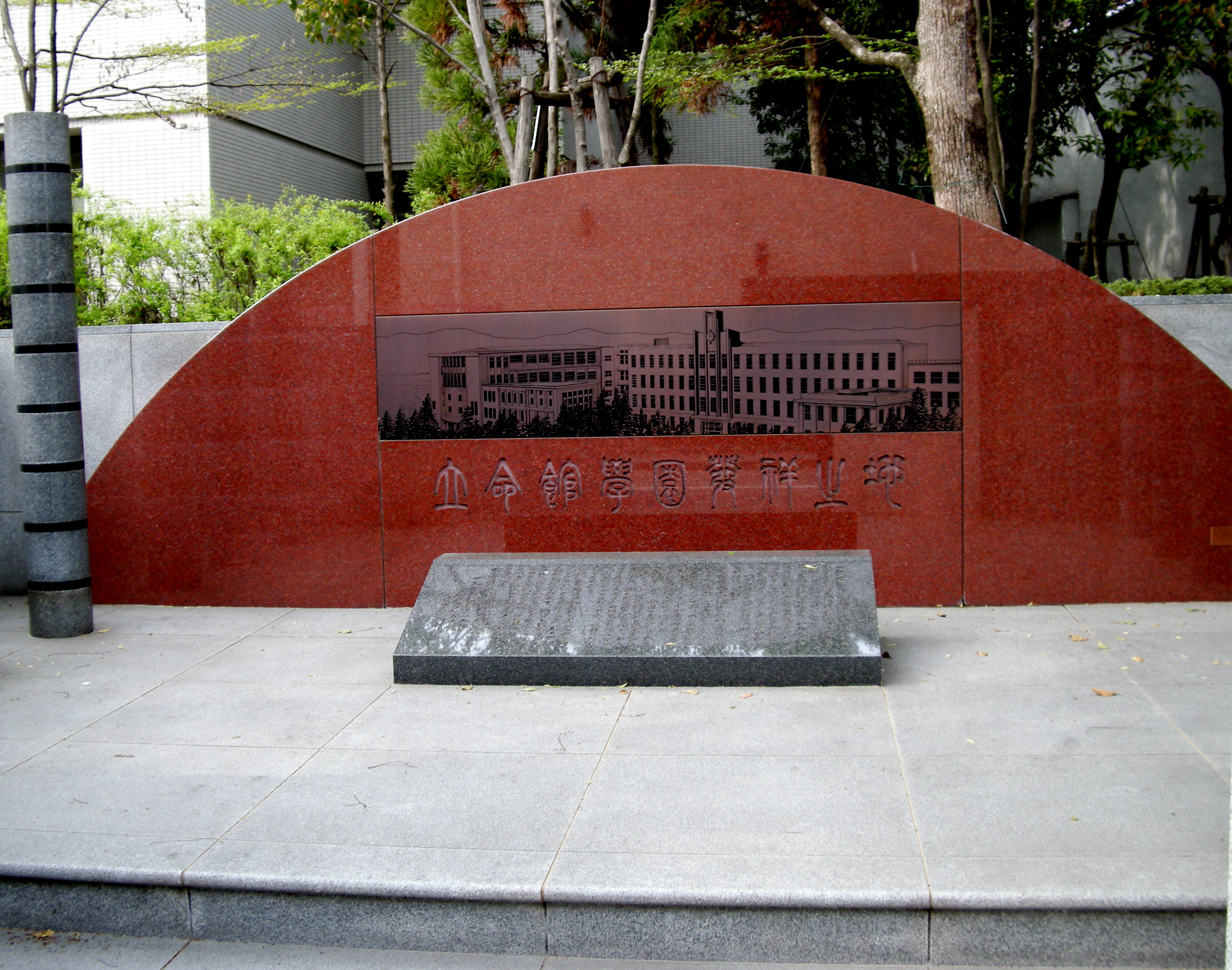
立命館大学広小路学舎記念碑 題字は書家で立命館OBの今井凌雪が手掛けた。在りし日の立命館大学を偲び広小路通に立てられた記念碑。立命館は1981年（昭和56年）に衣笠キャンパスに全面移転するまで、約80年にわたり広小路学舎を本拠とした。